# Гоммісвальд
Гоммісвальд (нім. Gommiswald) — громада  в Швейцарії в кантоні Санкт-Галлен, виборчий округ Зее-Гастер.

## Географія
Громада розташована на відстані близько 125 км на схід від Берна, 35 км на південний захід від Санкт-Галлена.
Гоммісвальд має площу 33,6 км², з яких на 7,2% дозволяється будівництво (житлове та будівництво доріг), 48,3% використовуються в сільськогосподарських цілях, 42,6% зайнято лісами, 1,9% не є продуктивними (річки, льодовики або гори).

## Демографія
2019 року в громаді мешкало 5218 осіб (+6% порівняно з 2010 роком), іноземців було 13,1%. Густота населення становила 155 осіб/км².
За віковим діапазоном населення розподілялося таким чином: 20,3% — особи молодші 20 років, 60,7% — особи у віці 20—64 років, 19% — особи у віці 65 років та старші. Було 2213 помешкань (у середньому 2,3 особи в помешканні).
Із загальної кількості 1408 працюючих 226 було зайнятих в первинному секторі, 453 — в обробній промисловості, 729 — в галузі послуг.